# Ásgeir Eyjólfsson
Ásgeir Eyjólfsson (ur. 4 maja 1929 w Reykjavíku, zm. 21 kwietnia 2021) – islandzki narciarz alpejski, uczestnik Zimowych Igrzysk Olimpijskich 1952 w Oslo.
Jego najlepszym wynikiem na zimowych igrzyskach olimpijskich jest 27. miejsce osiągnięte w Oslo w 1952 roku w slalomie.

## Osiągnięcia

### Zimowe igrzyska olimpijskie
| Igrzyska  | Konkurencja | Czas   | Wynik | Zwycięzca        |
| --------- | ----------- | ------ | ----- | ---------------- |
| Oslo 1952 | Zjazd       | 3:08.3 | 52.   | Zeno Colò        |
| Oslo 1952 | Gigant      | 3:06.4 | 63.   | Stein Eriksen    |
| Oslo 1952 | Slalom      | 2:16.1 | 27.   | Othmar Schneider |